# Eugène Parmentier
Eugène Jean Baptiste Parmentier (Brussel, 22 april 1827 - Watermaal-Bosvoorde, 18 september 1904) was een Belgisch volksvertegenwoordiger.

## Levensloop
Eugène Parmentier was een zoon van de handelaar Vincent Parmentier en van Marie-Josèphe Van Assche. Hij trouwde met Pauline Evenepoel (1829-1900). De kunstschilder Paul Parmentier was hun zoon en Suzanne de Giey-Parmentier hun kleindochter.
Hij was industrieel in de textielsector, bestuurder en daarna voorzitter van de nv Cotonnière de Saint-Etienne-du-Rouvray. Hij behoorde ook, in 1860, tot de stichters van het textielbedrijf Parmentier, Van Hoegaerden & Cie in Gent, later de Usines Cotonnières de Belgique.
Op 10 juni 1884 werd hij verkozen als onafhankelijk volksvertegenwoordiger voor het arrondissement Brussel en vervulde dit mandaat tot 14 juni 1892.